# 原安平港導流堤南堤
原安平港導流堤南堤，位於臺灣臺南市安平區，原興建於日昭和13年（西元1938年），為當年為維持運河與外海間船舶進出通行之航道而設築。原建有南北兩座導流堤，長約100公尺，堤內再築甲乙水路護岸，但北堤現已不存，僅留南堤。

## 沿革
大正十一年(西元1922年)，新運河開鑿，並籌建新港口，至大正十三年竣工。日後舊港遭洪水危害，至麻黃林一帶被鹽水溪之流砂埋沒，淤積為浮陸，因此舊港已不成港口，終不適船舶之出入。 由於舊安平港價值已完全喪失，於昭和六年（西元1931年），日人擬於舊港南方一公里，切割鯤鯓半島，開築連接新運河的安平新港。昭和十年十月開工，經二年五個月，於昭和十三年三月竣工。
完工時築有南北兩座導流堤，長約100公尺，堤內再築甲乙水路護岸。雖然規模不大，但是比舊港口的水深，低潮時水深3公尺，新港幅員100公尺，臺南、澎湖間航行的貨客機帆船及船舶，在干潮時可自由出入。港口南北岸興建有水路護岸，岸端為長160公尺導流堤二條，南北導流提前端設標示燈。從此新港取代舊港，暫時恢復安平港原有威勢。

## 建築特色
此導流堤當年係為維持運河與外海間船舶進出通行之航道而設，其斷面結構以60x80公分，長13.5公尺之RC版樁斜向間隔配置。版樁上再打設混凝土堤面，寬約2.5公尺，前端設置直徑約5.5公尺圓形標示燈基座。因航道拓寬工程，舊北堤已於九十三年拆除，而南堤因未在航道上得以保存並列入古蹟。

## 外部連結
- 文化部文化資產局——原安平港導流堤南堤 （页面存档备份，存于）